# Ибрахим Темо
Ибрахим Темо или Старова (на албански: Ibrahim Temo) с истинско име Ибрахим Етем е деец на младотурската революция, интелектуалец, публицист и лекар от албански произход.

## Биография
Ибрахим Темо е роден през 1865 година в град Струга, тогава в Османската империя. През 1887 година завършва военно медицинско училище.
Заедно с Мехмед Решид и Абдулах Джевджет основава младотурската организация Комитет за единство и прогрес през 1887 г. Групата е разкрита от османските власти и бяга (1995) към Румъния.
На 15 декември 1897-1898 година в Букурещ издава вестник, който поддържа натиска на Османското правителство над Румъния. Продължава да живее в Румъния и през 1936 година в Истанбул е делегат на конгреса на Балканския медицински съюз. Умира през 1939 година в Меджидия. Член е на съюза на албанските писатели.
На него е наименувана гимназия в Струга, в чийто двор е поставен негов бюст, а негова восъчна фигура е поставана в Музея на македонската борба в Скопие.